# Aktionsbündnis Forum Natur
Das Aktionsbündnis Forum Natur (AFN) ist ein deutscher Interessenverband von Waldbesitzern und Jägern mit Sitz in Berlin. Das Forum will laut Satzung dazu beitragen, „die Natur zu erhalten, zu pflegen und zu nutzen.“ Max Freiherr von Elverfeldt ist Vorsitzender des Aktionsbündnis und gleichzeitig Präsident der Arbeitsgemeinschaft Deutscher Waldbesitzerverbände. Eberhard Hartelt, Präsident des Bauern- und Winzerverbandes Rheinland-Pfalz Süd e.V., ist stellvertretender Vorsitzender.
Das Aktionsbündnis will nach eigener Aussage die Interessen von Naturnutzern und Naturschützern bündeln und aufeinander abstimmen.

## Ziele
Zweck ist es, auf bundespolitischer Ebene die Fragen um Eigentumspolitik, der Wirtschafts- und Umweltpolitik, der nachhaltigen Nutzung und des Schutzes von Natur und Landschaft „zu erörtern und zu beurteilen“. Gleiches gilt für die Rechte der in dem Verband zusammengeschlossenen Land- und Forstwirte, Jäger, Fischer, Winzer, Reiter, Gärtner und anderen Grundeigentümer. Ziel soll eine gemeinsame Haltung der Mitgliedsverbände zu Naturschutz- und verbraucherpolitischen Fragen sein.

## Arbeit
Der Verein agiert im Umfeld der deutschen Bundesministerien und auf EU-Ebene als Lobbyorganisation seiner Mitglieder bei Naturschutzthemen, die die Interessen der Mitglieder berühren.
Ein 2016 startete das AFN eine Kampagne mit dem Ziel, die Neuverhandlung der europäischen Naturschutzrichtlinien des Natura 2000-Netzwerkes und der Flora-Fauna-Habitat-Richtlinie zu erreichen. Im Raum steht, ob die beiden Gesetzeswerke der EU-Vogelschutzrichtlinie von 1979 und des NATURA 2000 Netzwerkes von 1992 zusammengefasst werden sollen. Damit ergebe sich aus Sicht vieler Naturschützer eine Schwächung von Managementregularien. Das Forum stellte im Februar 2016 ein eigenes „rechts- und naturwissenschaftlichen“ Gutachten vor.
Darin wird u. a. gefordert, dass die EU-Vogelschutzrichtlinie nur noch für eine Auswahl von besonders gefährdeten Arten gelten und mindestens 234 Arten herausfallen sollten. Arten der Normallandschaft wie Feldlerche, Mönchsgrasmücke oder Rotkehlchen wären damit nicht mehr geschützt, genauso wenig wie ziehende Arten, die im Mittelmeerraum bejagt werden.
Das Privatinteresse soll gegenüber dem öffentlichen Interesse gestärkt werden. Die EU erlaubt derzeit „bei zwingenden Gründen des überwiegenden öffentlichen Interesses“ Ausnahmen im Artenschutz zu machen. Naturschutzverbände kritisieren, dass diese „Vorgabe … in der Praxis bereits sehr stark strapaziert“ würde (NABU). Das Forum Natur will Ausnahmen für das „Privatinteresse“ ausweiten. „Damit wäre das kommerzielle Interesse einzelner endgültig über das gesellschaftliche Interesse am Naturschutz gestellt“ kritisiert der NABU den Vorschlag.

## Mitglieder
- Familienbetriebe Land und Forst e.V. (FABLF)
- Arbeitsgemeinschaft Deutscher Waldbesitzerverbände (AGDW)
- Bundesarbeitsgemeinschaft der Jagdgenossenschaften und Eigenjagdbesitzer (BAGJE)
- Deutscher Bauernverband (DBV)
- Deutscher Fischerei-Verband e.V.
- Deutscher Jagdverband e.V. – Vereinigung der deutschen Landesjagdverbände für den Schutz von Wild, Jagd und Natur
- Deutsche Reiterliche Vereinigung
- Deutscher Weinbauverband e.V.

Als fördernde Mitglieder:
- Bundesverband Deutscher Berufsjäger e.V
- CIC-Internationaler Rat zur Erhaltung des Wildes und der Jagd
- Bundesverband Mineralische Rohstoffe e. V. (MIRO)
- Deutsche Landwirtschafts-Gesellschaft (DLG)
- Orden „Der Silberne Bruch“
- Orden Deutscher Falkoniere
- Verbindungsstelle Landwirtschaft-Industrie e.V. (VLI)